# David Kabua
David Kabua (Majuro, 26 de maio de 1951) é um político marshallino, foi 9.º Presidente das Ilhas Marshall de 13 de janeiro de 2020 a 3 de janeiro de 2024, quando o Nitijela, lhe deu posse. Ele é filho do primeiro Presidente do país, Amata Kabua e sua esposa Emlain Kabua. Formou-se na Universidade do Havaí (EUA), trabalhou em diversos cargos públicos.
Em 2012 e 2013, foi nomeado Ministro da Saúde; entre 2014 e 2015, foi Ministro das Relações Exteriores e, entre em 2016 e 2017, ocupou a pasta de Assistência ao Presidente, com funções de vice-presidente.